# Sant Pere de Torelló
Sant Pere de Torelló è un comune spagnolo di 2 188 abitanti situato nella comunità autonoma della Catalogna.